# Johann Georg Wachter
Johann Georg Wachter (1673-1757) fue un filólogo, anticuario y arqueólogo de Alemania.

## Biografía
Wachter fue empleado en el gabinete de antigüedades de Berlín y comienza a conocer cualquier opúsculos dando pruebas de erudición y deviene miembro de la Sociedad Real de Ciencias.
Posteriormente, el gobierno de Prusia le obliga abandonar Berlín por Leipzig siendo nombrado conservador de medallas y de la biblioteca del Consejo.
En la citada villa, adquirió buena reputación por la composición y la publicación de diversas obras de gran importancia sobre la música y la lengua alemana, con un glosario germánico considerado un monumento de lingüística en general, con informes sobre el alemán y el persa y orígenes de diversos idiomas de Europa y etimologías,  numismática, arqueología, con una corrección a Plinio sobre monedas.
No confundir otro autor del mismo nombre autor de una obra quien publica en Holanda una obra sobre las analogías del judaísmo y de la doctrina de Baruch Spinoza: Der Spinozismus in Judenthumb (1699), Stugartt, 1994., y este teólogo tomó la defensa de la cábala, según el, doctrina de los primeros cristianos y Padres de la Iglesia: De primordis Christianae, Sturgartt, 1995. y según Brucker compuso, obra inédita "Historia de los esenios"; y otro Georg Wachter (-1730), superintendente a Memmingen, que dejó "Poesies diverses sur le  Jubile".

## Obras
- Con Johan Ihre (1707-1780): Analecta Ulphilana,..., Upsala, 1769.
- Dissertatio de lingua Codicis Argentei, 1769.
- Naturae et scripturae concordia,..., Leipzig y Copenhague, 1752, in-4º.
- De alphabeto naturae et litterarum...., 1744.
- Archaelogia nummaria...., Leipzig, 1740.
- Glossarium germanicum:..., Leipzig, 1737, 2 vols.
- Tyrannus in veteri gemma monstroso et portentoso emblemate repraesentatus, 1727, in-4º.
- Glosarii germanici…, Leipzig, 1727.
- Ad dissertationem eruditam viri clarissimi Joann. Swentoni de lingua Etruriae…